# Сочет (Хунедоара)
Сочет (рум. Socet) — село у повіті Хунедоара в Румунії. Входить до складу комуни Чербел.
Село розташоване на відстані 307 км на північний захід від Бухареста, 21 км на південний захід від Деви, 132 км на південний захід від Клуж-Напоки, 111 км на схід від Тімішоари.

## Населення
За даними перепису населення 2002 року у селі проживали 82 особи, усі — румуни. Усі жителі села рідною мовою назвали румунську.